# Radějov
Radějov település Csehországban, a Hodoníni járásban. Radějov Strážnice, Sudoměřice, Tvarožná Lhota és Szakolca településekkel határos. Lakosainak száma 854 fő (2024. január 1.).

## Népesség
A település lakosságának változását az alábbi diagram mutatja:
| Lakosok száma | 1069 | 1002 | 967  | 917  | 932  | 857  | 858  | 841  | 834  | 854  |
|               | 1869 | 1890 | 1921 | 1950 | 1980 | 2001 | 2017 | 2019 | 2022 | 2024 |